# Miguel Ángel Castillo
Miguel Ángel Castillo (* 29. September 1915 in San Salvador; † vor 1980) war Oberst und vom 26. Oktober 1960 bis 25. Januar 1961 Präsident einer Junta Cívico-Militar von El Salvador.
Unter der Regierung José María Lemus López kommandierte Castillo die Truppen des Zolls.

## Junta Cívico-Militar
Oberst Miguel Ángel Castillo war mit 44 Jahren das älteste Mitglied der Junta Cívico-Militar, welche am 26. Oktober 1960 die Macht in El Salvador übernommen hat.
Weitere Mitglieder dieser Junta waren:
- Colonel César Yáñez Urias (* 1931), Sohn des Gründers der Marine von El Salvador, Kommandant des Cuartel San Carlos in San Salvador.
- Major Rubén Alonso Rosales (* 1925) war stellvertretender Kommandant des Generalstabes, El Zapote.
- Dr. Fabio Castillo war Arzt und studierte an der Universidad de El Salvador.
- RA René Fortin Magaña (* 1931) studierte an der Universidad de El Salvador.[4]
- RA Ricardo Falla Cáceres (* 1921) studierte an der Universidad de El Salvador.[5]

Die neu konstituierte Junta Cívico-Militar ließ ausgebürgerte Staatsbürger aus El Salvador, nach El Salvador zurückkehren, hob den Ausnahmezustand auf, senkte den Haushalt für Reptilienfonds, leerte die Gefängnisse und versprach weitreichende politische Freiheiten zu gewähren.
Sie beabsichtigten weder eine Reform der sozialen noch der wirtschaftlichen Verhältnisse.
Am 18. November 1960 wurde Mario Antonio Andino Gómez verhaftet und am nächsten Tag wieder auf Freien Fuß gesetzt.
Die scheidende US-Regierung unter Dwight D. Eisenhower erkannte die Junta nicht als Regierung an, was den Rückhalt Junta Cívico-Militar in der FAES schwächte.
Am 25. November 1960 wurde die Partido Demócrata Cristiano gegründet.
Die Partido Revolucionario de Abril y Mayo (PRAM) klagte beim obersten Gerichtshof dagegen, dass sie nicht ins Wahlregister eingetragen wurde.
Am 8. Dezember 1960 entschied der oberste Gerichtshof zu ihren Gunsten.
Am 16. Dezember 1959 wurde ein Gelände in San Salvador besetzt und im Januar 1960 wurde die entstandene Siedlung als Colonia Atlacatl rechtlich sanktioniert.
Das häufig missachtete Wahlgesetz, wurde durch das Dekret #38, welches das Kandidatur- und Wahleinschreibungsprozedere regelte, ersetzt.
Die Beziehungen zu Kuba wurden aufrechterhalten, als alle anderen, von der Regierung der USA gleichgeschalteten, Regierungen der Organisation Amerikanischer Staaten die diplomatischen Beziehungen einstellten.
Die Junta Cívico-Militar war populär.
John F. Kennedy trat am 20. Januar 1961 das Amt der US-Präsidenten an.
Am 25. Januar 1961 putschte das Directorio Cívico-Militar gegen die amtierende Junta Cívico-Militar.
Ein Protestzug, angeführt von einer Gruppe Offiziere bat um Waffen, um die Junta Cívico-Militar zu verteidigen, welche ihnen verweigert wurden.
Der Protestzug bewegte durch San Salvador zu den Kasernen, welche die Junta Cívico-Militar unterstützten um ihre Position zu demonstrieren, als mit automatischen Waffen auf sie geschossen wurde.
Aus dem Protestzug wurde mit einem Generalstreik gedroht.
Das Directorio Cívico-Militar befahl Einheiten der Policia Nacional und der Guardia Nacional den Protestumzug aufzulösen.
Annähernd 100 Personen wurden durch Schüsse getötet.
Die Mitglieder der Junta Cívico-Militar wurden unter Arrest gestellt und ins Exil geschickt.